# Успение Богородично (Гявато, Битолско)
Вижте пояснителната страница за други значения на Успение Богородично.
„Успение на Пресвета Богородица“ (на македонска литературна норма: „Успение Богородично“) е православна църква край битолското село Гявато, Северна Македония, част от Преспанско-Пелагонийската епархия на Македонската православна църква – Охридска архиепископия.
Църквата е разположена на Гяватския превал (Дервент) на пътя Битоля – Ресен, на 22 km от Битоля. През прохода минава път още от Античността и се предполага, че селото Гявато първоначално е било на това място. Църквата е изградена в 1971 година. Тя е отправна точка на много планинарски маршрути към Баба на юг и Плакенската планина на север.